# Ryan Aeronautical Company
Ryan Aeronautical Company byla americká letecká společnost založená v roce 1922 aviatikem T. Claudem Ryanem v San Diegu v Kalifornii (pod původním názvem Ryan Flying Company). V roce 1969 se stala součástí Teledyne (vznikla tak firma Teledyne-Ryan Aeronautical Company, která byla roku 1999 převzata firmou Northrop Grumman). Společnost Ryan vyvinula několik historicky a technologicky významných letadel včetně čtyř inovativních V/STOL typů. Nejúspěšnějším výrobkem byl Ryan Firebee, bezpilotní vzdušný cíl.

## Historie
- 1922 – Tubal Claude Ryan zakládá v San Diegu na letišti Dutch Flats Airfield firmu Ryan Flying Company.
- 1924 – Ryan Flying Company mění jméno na Ryan Airlines, Inc. a reorganizuje se na první pravidelnou leteckou společnost s celoročním provozem v USA.[1]
- Polovina 20. let 20. století – T. Claude Ryan zahajuje s partnerem Frankem Mahoneym výrobu letadel, prvním typem je hornoplošník Ryan M-1.
- 1926 – T. Claude Ryan prodává společnost Franku Mahoneymu a zakládá společnost Ryan Aeronautical Corporation.
- 1934 – Ryan Aeronautical Corporation mění jméno na Ryan Aeronautical Company.
- 1941–1945 – společnost se angažuje ve válečné výrobě během druhé světové války, zaměstnává kolem 8 500 lidí.
- 1950 – zkušební zařízení pro VTOL se poprvé vznese do vzduchu.
- 1950–1953 – firma rozšiřuje své aktivity (v době korejské války). Vyvíjí letecké navigační soustavy, vybavení vrtulníků, výškoměry, atd. Je vyroben bezpilotní vzdušný cíl Ryan Firebee.
- 1953 – USAF zadává firmě kontrakt na stavbu dvou experimentálních letounů s kolmým vzletem a přistáním (VTOL).
- 1955 – výsledkem kontraktu je VTOL letoun Ryan X-13 Vertijet.
- 1957 – Ryan X-13 Vertijet uskuteční kompletní přechod ze svislého do vodorovného letu a poté zpět ke svislému přistání.[2]
- 60. léta 20. století – Ryan Aeronautical Company pokračuje ve výzkumu VTOL a výrobě vzdušných cílů.
- 1966 – Ryan Electronics vyrobil radar pro americkou kosmickou sondu Surveyor 1, která měkce přistála na povrchu Měsíce 2. června 1966.[3]
- 1969 – společnost je za 128 mil. USD prodána firmě Teledyne, nově se jmenuje Teledyne-Ryan Aeronautical Company. T. Claude Ryan zůstává předsedou až do své smrti v roce 1982.
- 1974 – v prosinci je Tubal Claude Ryan uveden do letecké Síně slávy.
- 1982 – Tubal Claude Ryan umírá. Byl posledním leteckým průkopníkem spjatým s firmou, která nesla jméno zakladatele.
- 1996 – Teledyne-Ryan Aeronautical Company se sloučila s Allegheny Ludlum Corporation.
- 1999 – firmu převzal koncern Northrop Grumman.

## Letadla
| Letadlo              | První let | Vyrobeno ks | Typ                                           |
| -------------------- | --------- | ----------- | --------------------------------------------- |
| Ryan ST/PT-22/NR-1   | 1934      | 1 568       | cvičný dolnoplošník                           |
| Ryan S-C             | 1937      | 13          | třímístný dolnoplošník                        |
| Ryan YO-51 Dragonfly | 1940      | 3           | průzkumný STOL letoun, hornoplošník           |
| Ryan FR-1 Fireball   | 1944      | 66          | stíhací letoun s pístovým i proudovým motorem |
| Ryan XF2R Dark Shark | 1946      | 1           | experimentální letoun/stíhač                  |
| Ryan Navion          | 1948      | 1 200       | lehký jednomotorový letoun                    |
| Ryan X-13 Vertijet   | 1955      | 2           | experimentální VTOL letoun                    |
| Ryan Firebee         | 1955      | xx          | bezpilotní vzdušný cíl                        |
| Ryan VZ-3 Vertiplane | 1958      | 1           | experimentální V/STOL letoun                  |
| Ryan XV-8            | 1961      | 1           | experimentální STOL letoun                    |
| Ryan XV-5 Vertifan   | 1964      | 2           | experimentální VTOL letoun                    |

## Galerie

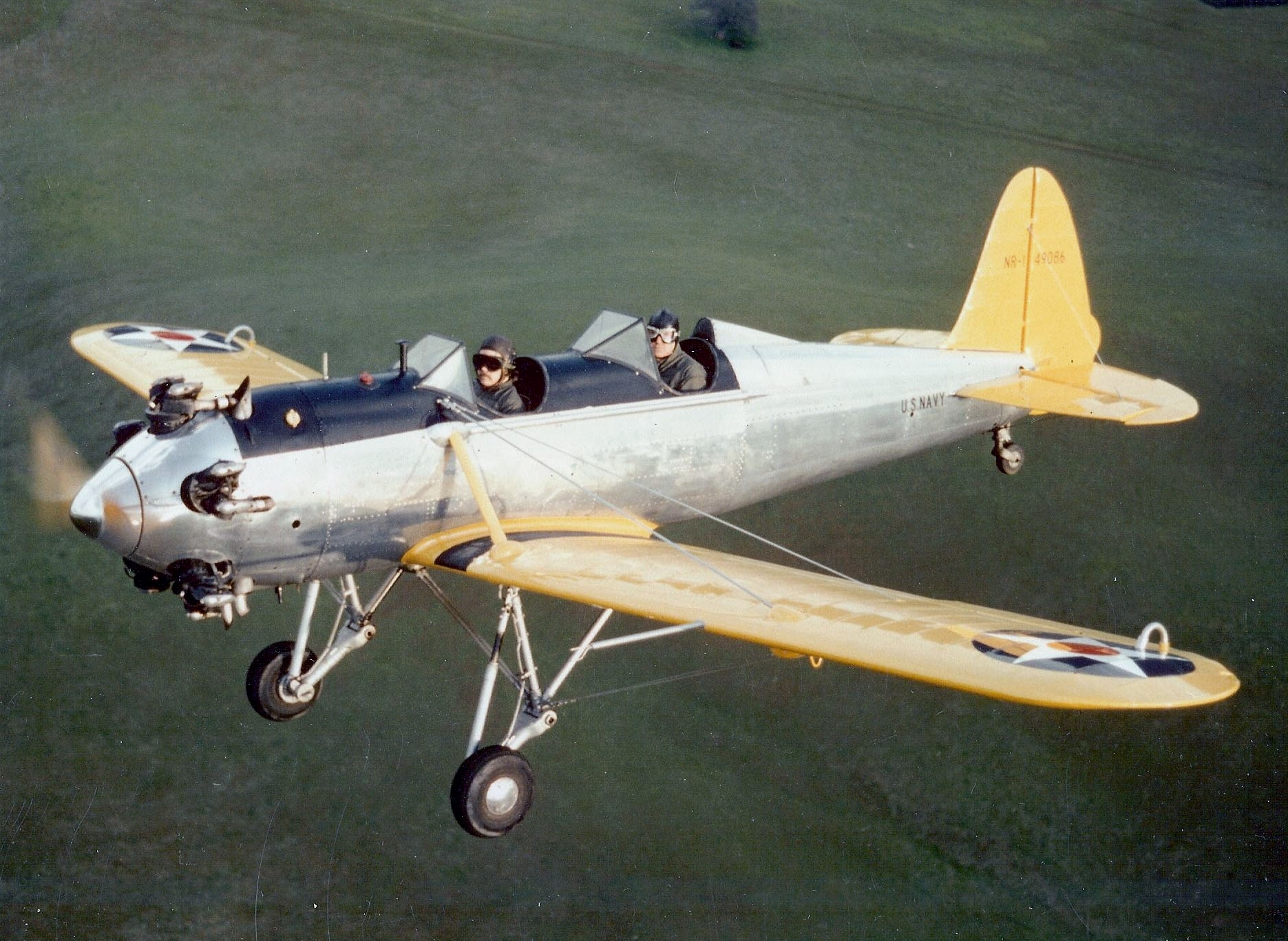
Restaurovaný Ryan ST
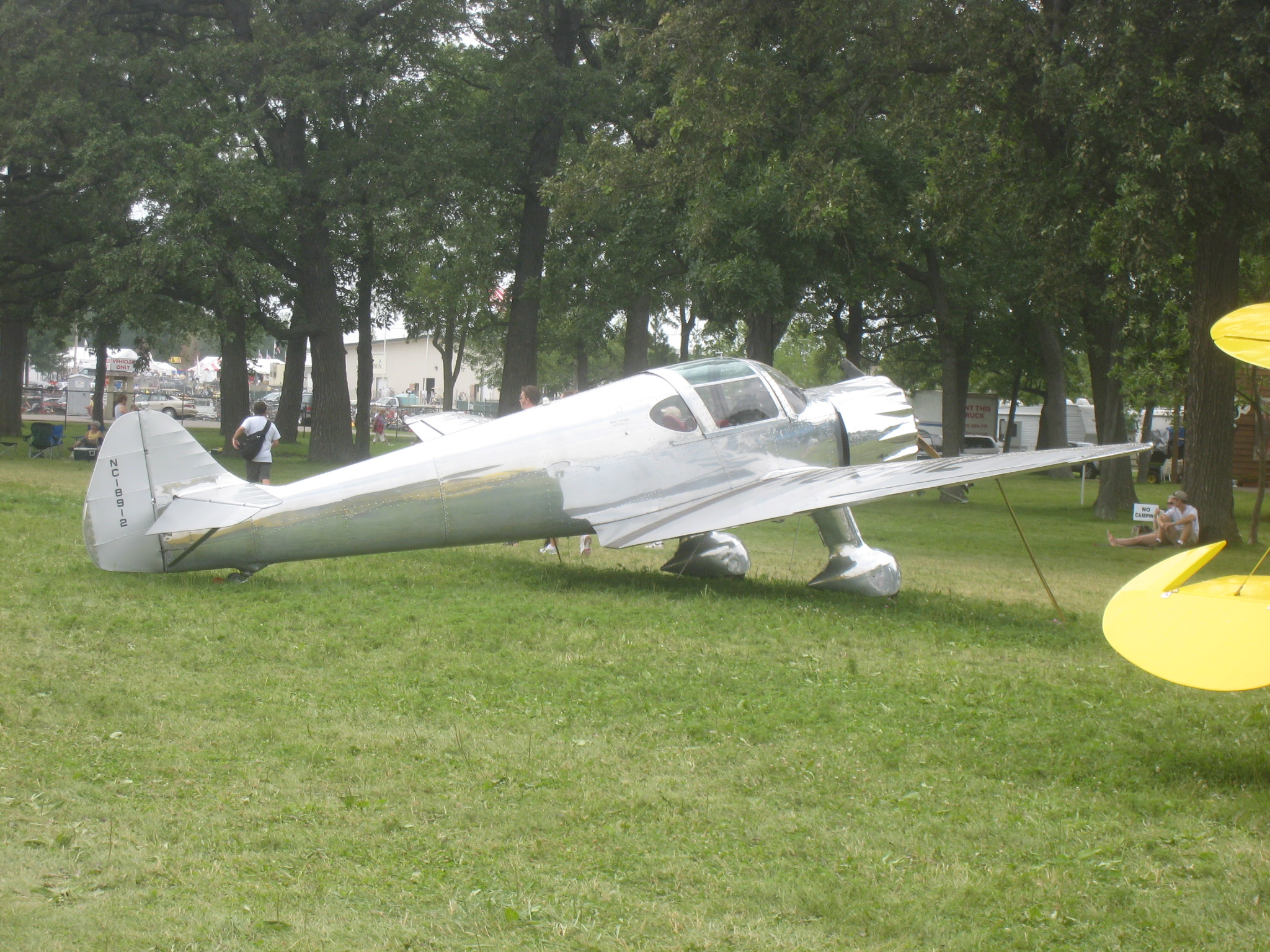
Ryan S-C
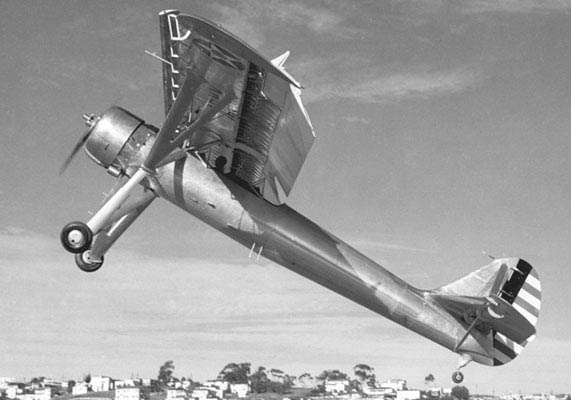
Ryan YO-51 Dragonfly
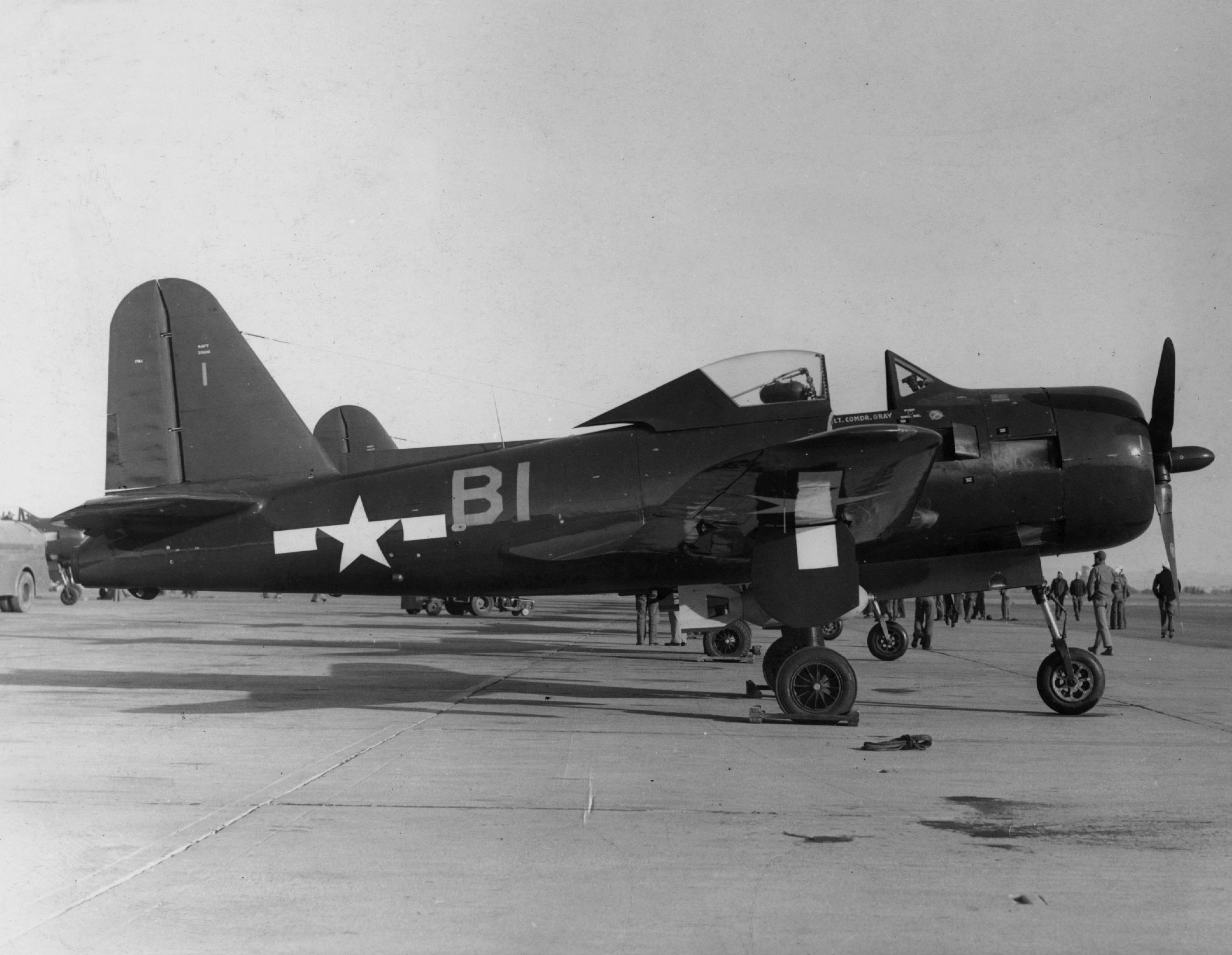
Ryan FR-1 Fireball

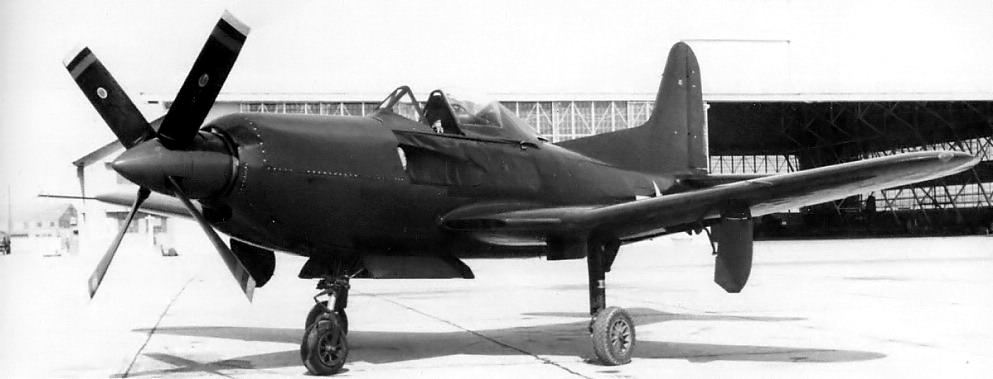
Ryan XF2R Dark Shark
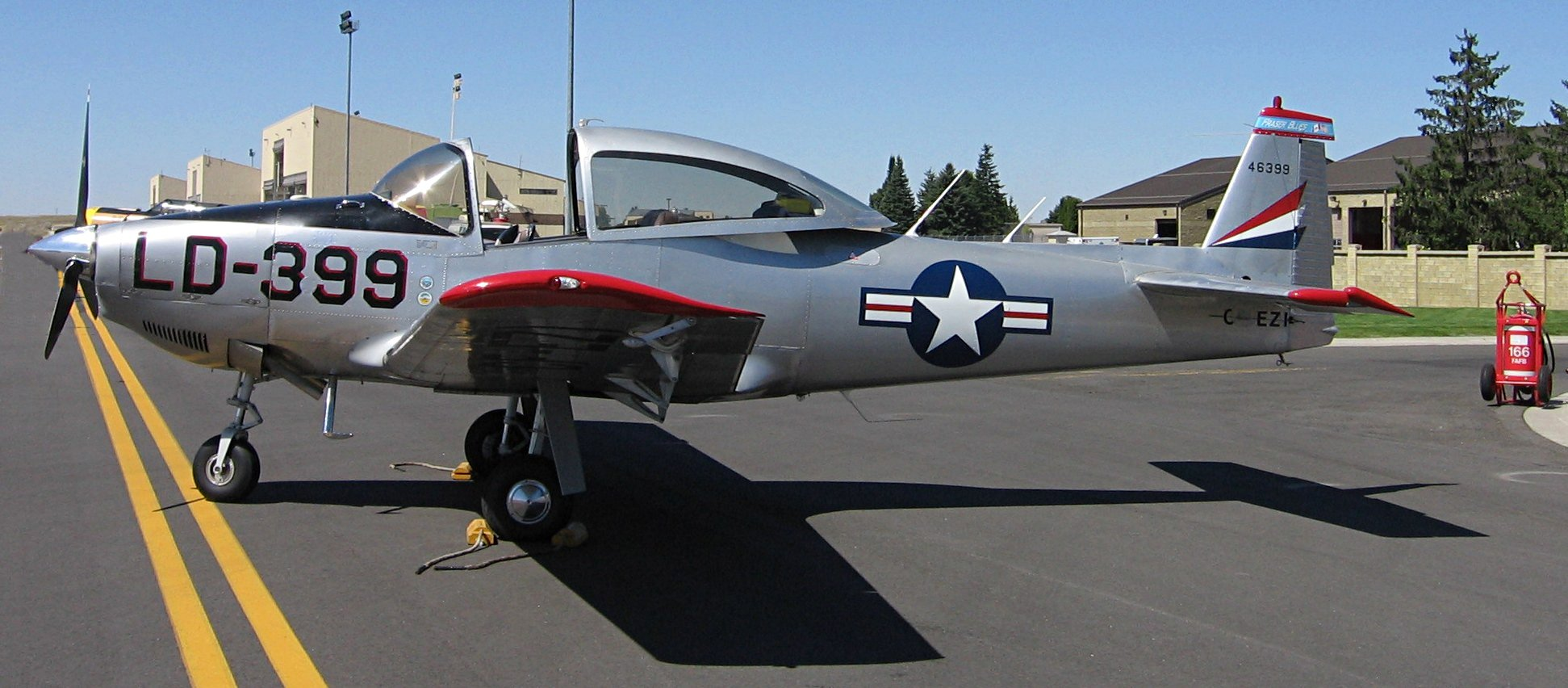
Ryan Navion
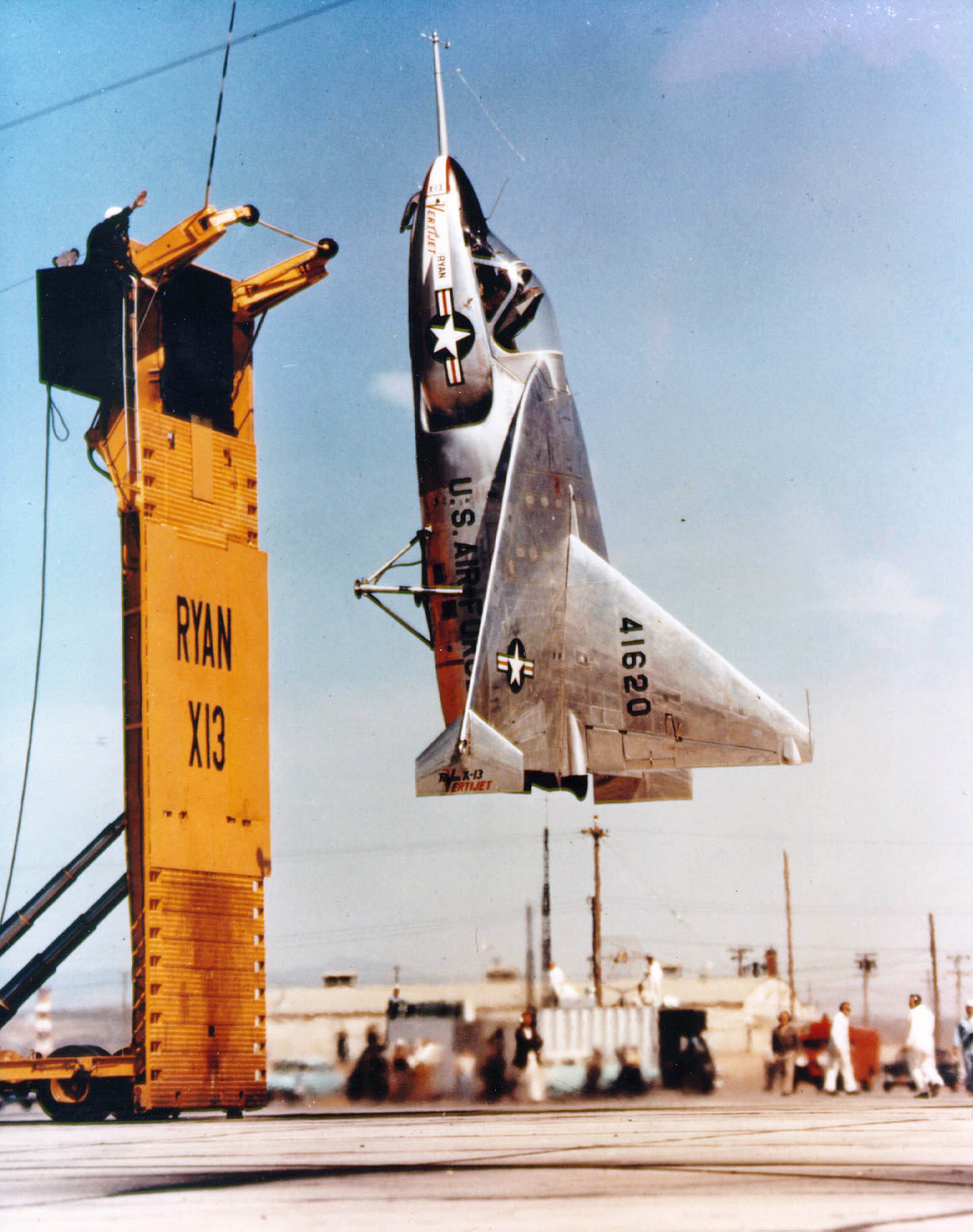
Ryan X-13 Vertijet
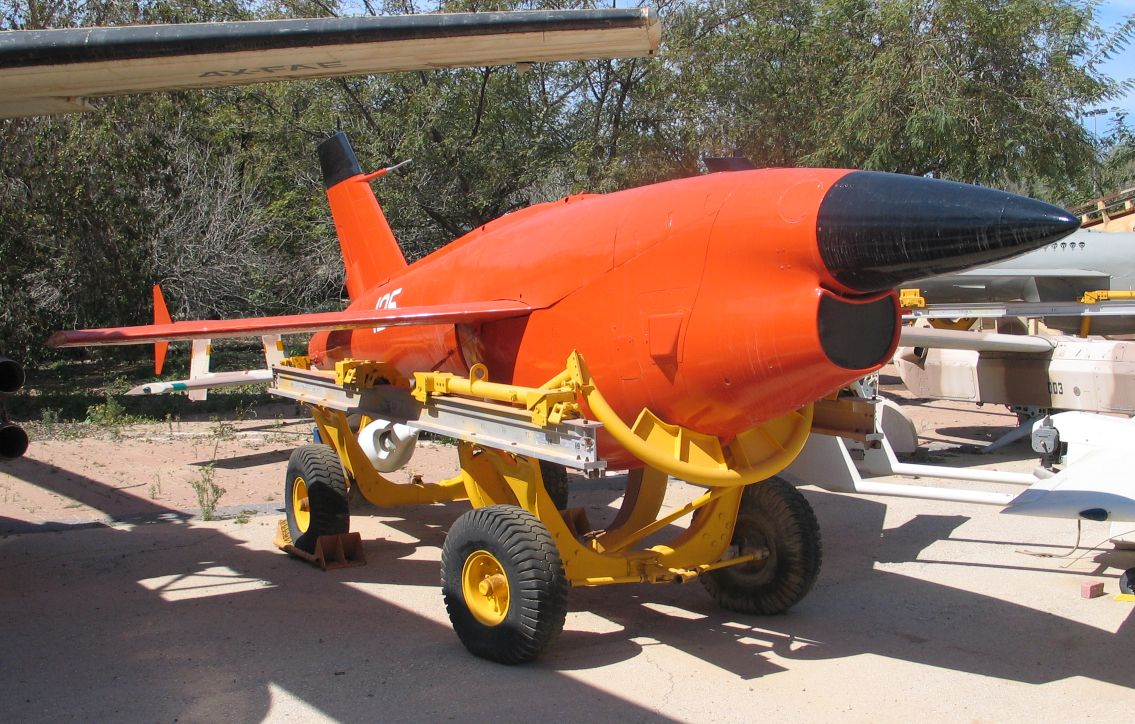
Ryan Firebee

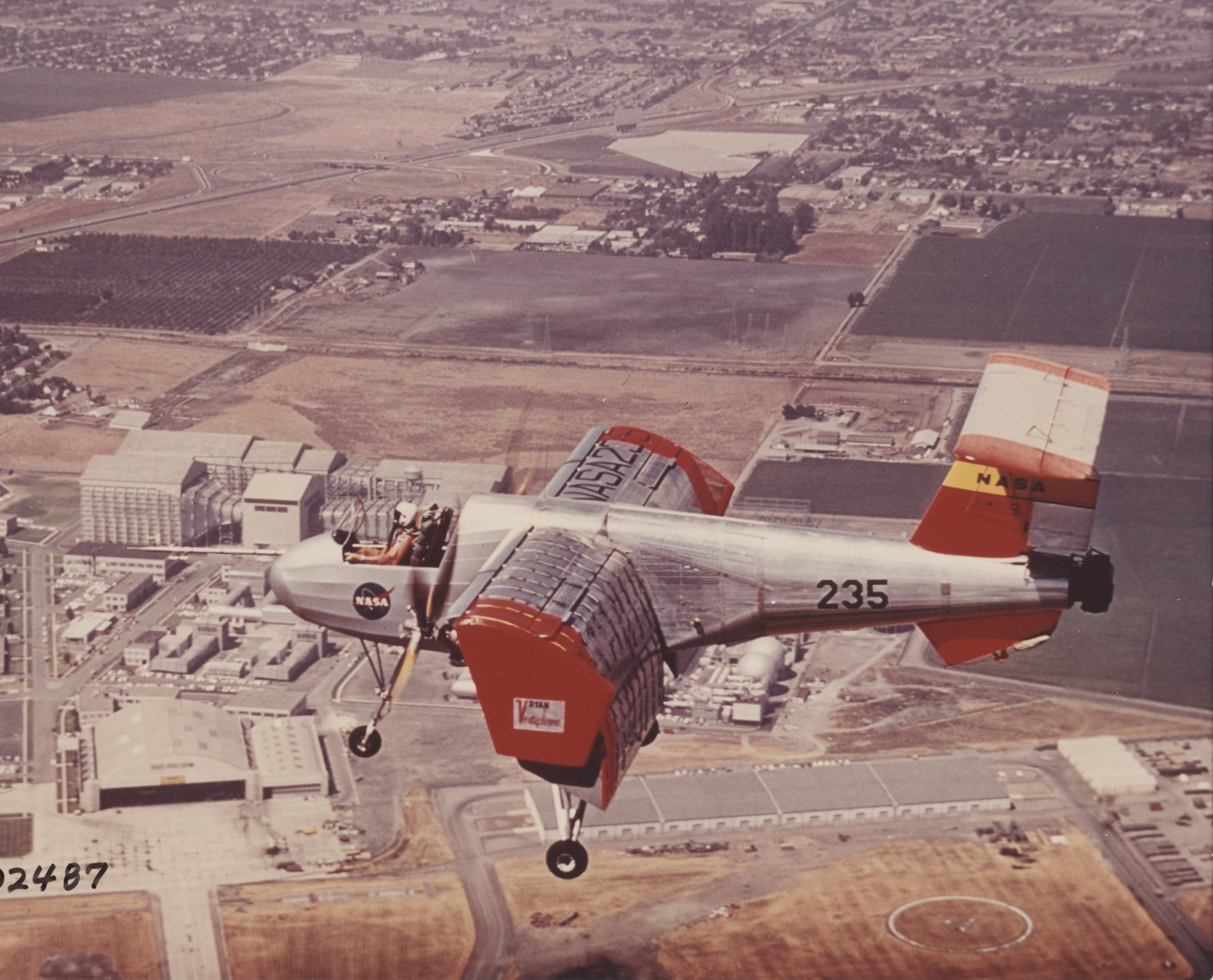
Ryan VZ-3RY Vertiplane
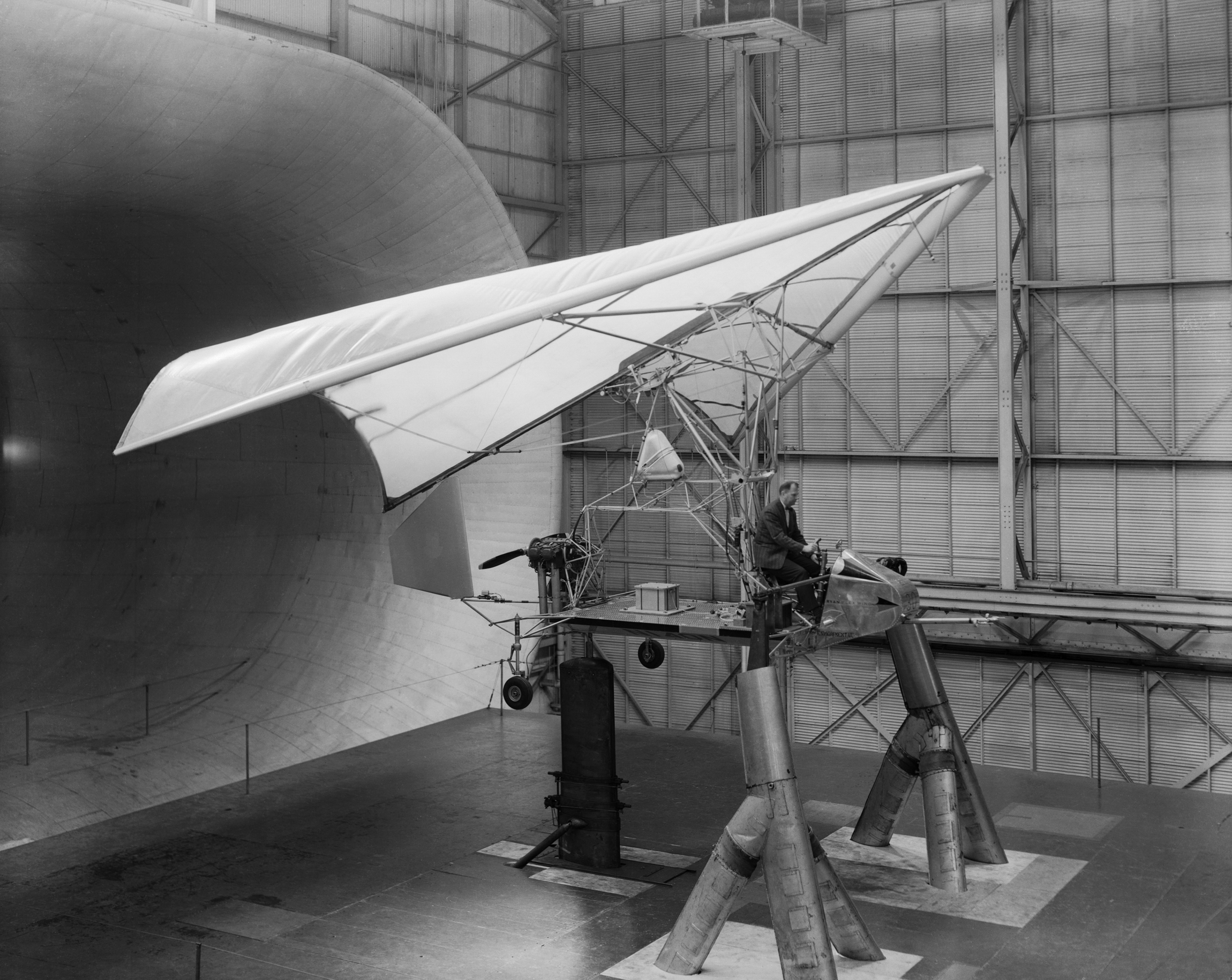
Ryan XV-8
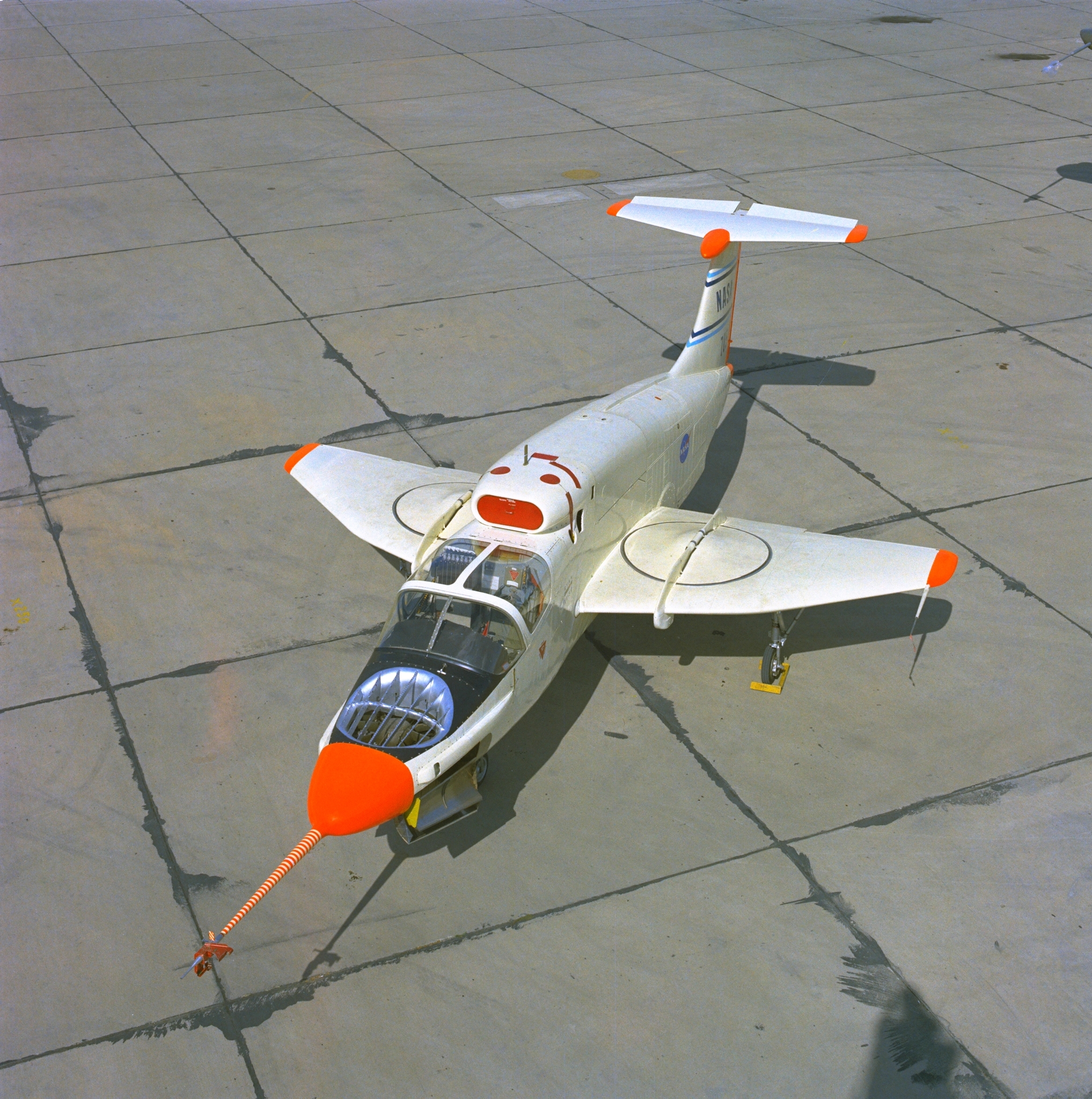
Ryan XV-5 Vertifan